# Tadeusz Kubiak (fotograf)
Tadeusz Kubiak (ur. 1930, zm. 2004) – polski fotograf, fotoreporter, fotosista. Współzałożyciel i wieloletni fotoreporter tygodnika filmowo-telewizyjnego Ekran.

## Życiorys
Tadeusz Kubiak w czasie II wojny światowej był żołnierzem Armii Krajowej – po wojnie, pod koniec lat 40. XX wieku zainteresował się fotografią. Miejsce szczególne w jego twórczości zajmowała fotografia filmowa, fotografia portretowa, fotografia reportażowa, fotografia teatralna. W 1955 roku rozpoczął pracę fotoreportera w ówczesnej Centralnej Agencji Fotograficznej. W 1957 roku był jednym z współtwórców tygodnika filmowo-telewizyjnego Ekran, w którym (do 1969 roku) pracował jako fotoreporter. Związany z Ekranem był twórcą wielu fotoreportaży dokumentujących pracę z planów filmowych oraz planów Teatru Telewizji. Był twórcą wielu fotoreportaży z festiwalów filmowych. 
Pod koniec 1969 roku Tadeusz Kubiak rozpoczął współpracę z warszawskimi teatrami – m.in. Teatr Kwadrat, Teatr Syrena, Teatr na Woli. Tworzył dokumentację fotograficzną ze spektakli teatralnych i portretował wykonawców. Tadeusz Kubiak był autorem zdjęć (portretów) przedstawiających wykonawców polskiej muzyki rozrywkowej, które wielokrotnie ilustrowały okładki płyt gramofonowych – m.in. Igi Cembrzyńskiej, Czerwonych Gitar, Anny Jantar, Bohdana Łazuki, Grupy Skifflowej No To Co, Trubadurów. 
Fotografie Tadeusza Kubiaka były wielokrotnie doceniane m.in. podczas konkursów fotografii prasowej – był m.in. laureatem Grand Prix I-go Ogólnopolskiego Konkursu Fotografii Prasowej (prezentując fotoreportaż o pożarze w łowickiem). Niejednokrotnie jego fotografie otrzymywały nagrodę okładki roku - tygodnika Przekrój. 
Od 2010 roku prace Tadeusza Kubiaka (związane tematycznie z filmem) znajdują się w zbiorach Filmoteki Narodowej – Instytutu Audiowizualnego.

## Odznaczenia
- Krzyż Armii Krajowej[1]